# 辛明
辛明（1924年—2006年），安徽萧县人，中国人民解放军将领、中国人民解放军空军中将。
1988年，授予中国人民解放军空军中将，曾任空军指挥学院政治委员。